# Nukini
El nukini (Nukuini, Nuquini) és una llengua pano obsoleta del Brasil (Fleck 2013). És parlat a l'Amazònia brasilera, al municipi de Mâncio Lima, estat d'Acre. Els 425 nukinis només parlen portuguès. Tot i això, l’idioma s’ensenya a l'escola des del 2000.